# 絲拉·圖科魯
絲拉·圖科魯（土耳其語：Sıla Türkoğlu，1999年4月18日—），為土耳其女演員及模特兒。

## 早期生活
Sıla於1999年4月18日出生於土耳其伊茲密爾波爾諾瓦，為家中獨生女。畢業於哈蒂斯·古澤爾坎安納托利亞高中（Hatice Güzelcan Anadolu Lisesi）。

## 演藝經歷
Sıla在沒有接受過大學教育的情況下就開始學習表演課程，並在高中時就參加了戲劇演出。2018年，在《哭泣的母親》客串"Alev"一角正式亮相。2019年，獲得電視劇《我們的承諾》製片人納茲米耶·耶爾馬茲的青睞，於劇中飾演"Suna"。2020年，在電視劇《託付》中首度擔綱主演。2022年，在連續劇《茱萸果子露》主演"Doğa"。

## 作品列表

### 電視劇
| 首播年份 | 戲名           | 戲名   | 播放平台 | 角色          | 備註 |
| 首播年份 | 譯名           | 原文名 | 播放平台 | 角色          | 備註 |
| 2018年   | 《哭泣的母親》 |        | ATV      | Alev          | 客串 |
| 2019年   | 《我們的承諾》 |        | Kanal 7  | Suna Tarhun   | 配角 |
| 2020年   | 《託付》       |        | Kanal 7  | Seher Kırımlı | 主演 |
| 2022年   | 《茱萸果子露》 |        | Show TV  | Doğa Korkmaz  | 主演 |

### 網路劇
| 首播年份 | 戲名         | 戲名   | 播放平台 | 角色 | 備註 |
| 首播年份 | 譯名         | 原文名 | 播放平台 | 角色 | 備註 |
| 2022年   | 《單純朋友》 |        | Exxen    |      | 客串 |

### 雜誌拍攝
註：以下資料整理自絲拉·圖科魯的Instagram官方帳戶。
| 雜誌名稱          | 國家地區 | 年份   | 期數   | 合作藝人             | 備註         |
| Azra Magazin      | 土耳其   | 2020年 | 2月號  | 不適用               | 封面人物     |
| THE BUZZ Magazine | 土耳其   | 2020年 | 6月號  | 哈利勒·易卜拉欣·賽揚 | 封面人物     |
| Gardırop Magazin  | 土耳其   | 2022年 | 7月號  | 不適用               | 數位封面人物 |
| Women’s Shine     | 土耳其   | 2022年 | 10月號 | 不適用               | 封面人物     |
| Episode Dergi     | 土耳其   | 2023年 | 3月號  | 艾芙里姆·艾拉希雅    | 封面人物     |
| Elele Dergisi     | 土耳其   | 2023年 | 4月號  | 不適用               | 封面人物     |
| RE TOUCH mag      | 土耳其   | 2023年 | 6月號  | 不適用               | 封面人物     |
| InStyle Türkiye   | 土耳其   | 2023年 | 9月號  | 不適用               | 封面人物     |
| Marie Claire      | 土耳其   | 2024年 | 3月號  | 不適用               | 封面人物     |

## 獎項與提名

### 主要獎項
| 年份   | 頒獎典禮       | 獎項                                 | 入圍作品       | 結果 | 來源 |
| 2023年 | 第47屆金蝴蝶獎 | 閃耀之星                             | 《茱萸果子露》 | 獲獎 |      |
| 2023年 | 第47屆金蝴蝶獎 | 戲劇類最佳螢幕情侶 （與多古坎·貢熱） | 《茱萸果子露》 | 提名 |      |
| 2023年 | 第47屆金蝴蝶獎 | 最佳女主角                           | 《茱萸果子露》 | 提名 |      |

### 綜合獎項
| 年份   | 頒獎典禮                                                             | 獎項   | 入圍作品 | 結果 | 來源  |
| 2022年 | TC Candler The 100 Most Beautiful Faces of 2022 （2022全球百大美女） | 第33名 | 不適用   | 獲獎 | [ 4 ] |
| 2023年 | TC Candler The 100 Most Beautiful Faces of 2023 （2023全球百大美女） | 第69名 | 不適用   | 獲獎 | [ 5 ] |

## 外部連結
- 絲拉·圖科魯於Talento Menajerlik的簡介 （页面存档备份，存于）（土耳其文）
- 絲拉·圖科魯的Instagram帳戶（土耳其文）
- 絲拉·圖科魯的X（前Twitter）（土耳其文）